# Rabia Nasimi
Rabia Nasimi (15 de diciembre de 1993) es una ex refugiada que huyó de Afganistán con sus padres y hermanos en 1999 y hace campaña por los derechos de las personas refugiadas en Londres.

## Biografía
En 1999 Nasimi y su familia huyeron de Afganistán por temor a la persecución de los talibanes. Llegaron al Reino Unido en la parte trasera de un contenedor refrigerado y en 2001 la familia estableció la Asociación de Afganistán y Asia Central (ACAA), una organización sin ánimo de lucro dedicada a mejorar la vida de las personas afganas y todas las refugiadas en Londres.
En 2015 se licenció en la Universidad de Goldsmiths y se graduó en 2016 en la Escuela de Economía de Londres, LSE, con un Máster en Sociología en la rama de investigación. 
Nasimi se ofreció como voluntaria en la organización creada por su padre desde el principio, y luego se convirtió en la Oficial de Desarrollo. Como activista a favor de las personas refugiadas en Londres ha trabajado para la Asociación de Afganistán y Asia Central (ACAA) como oficial de desarrollo de la organización siendo responsable de lanzar varios servicios y dar forma a la estrategia a largo plazo de las organizaciones benéficas. Además de crear y lanzar nuevos servicios como la escuela complementaria de ACAA para refugiados en apuros o el ESOL para el programa de Integración.
En 2017 fue aceptada como candidata a hacer el doctorado en sociología de la Universidad de Cambridge.
En 2020, Rabia se unió al Servicio Civil del Reino Unido como investigadora social de Fast Stream en el Departamento de Salud y Atención Social. Y en la actualidad trabaja como líder de políticas en el Departamento de Nivelación, Vivienda y Comunidades en el equipo de reasentamiento afgano.

## Premios y reconocimientos
- En 2015 fue nominada para el premio Afghan Professionals Network Aspire Award por contribuciones destacadas a la comunidad afgana en Londres
- En 2017 fue nominada para el premio Lewisham Mayors Award por contribuciones a Lewisham.

- En 2018 fue nominada para el premio WeAreTheCity Rising Stars,[13] preseleccionada para el premio Women of the Future,[14] y para los Asian Voice Charity Awards en la categoría de persona joven más inspiradora por su trabajo en defensa de los derechos de las personas refugiadas tanto en el Reino Unido como en Afganistán.[15]